# Gunnar Asplund
Erik Gunnar Asplund (* 22. September 1885 in Stockholm; † 20. Oktober 1940 ebenda) war einer der bedeutendsten schwedischen Architekten, Hochschullehrer, Designer, und Pioniere der skandinavischen Moderne.

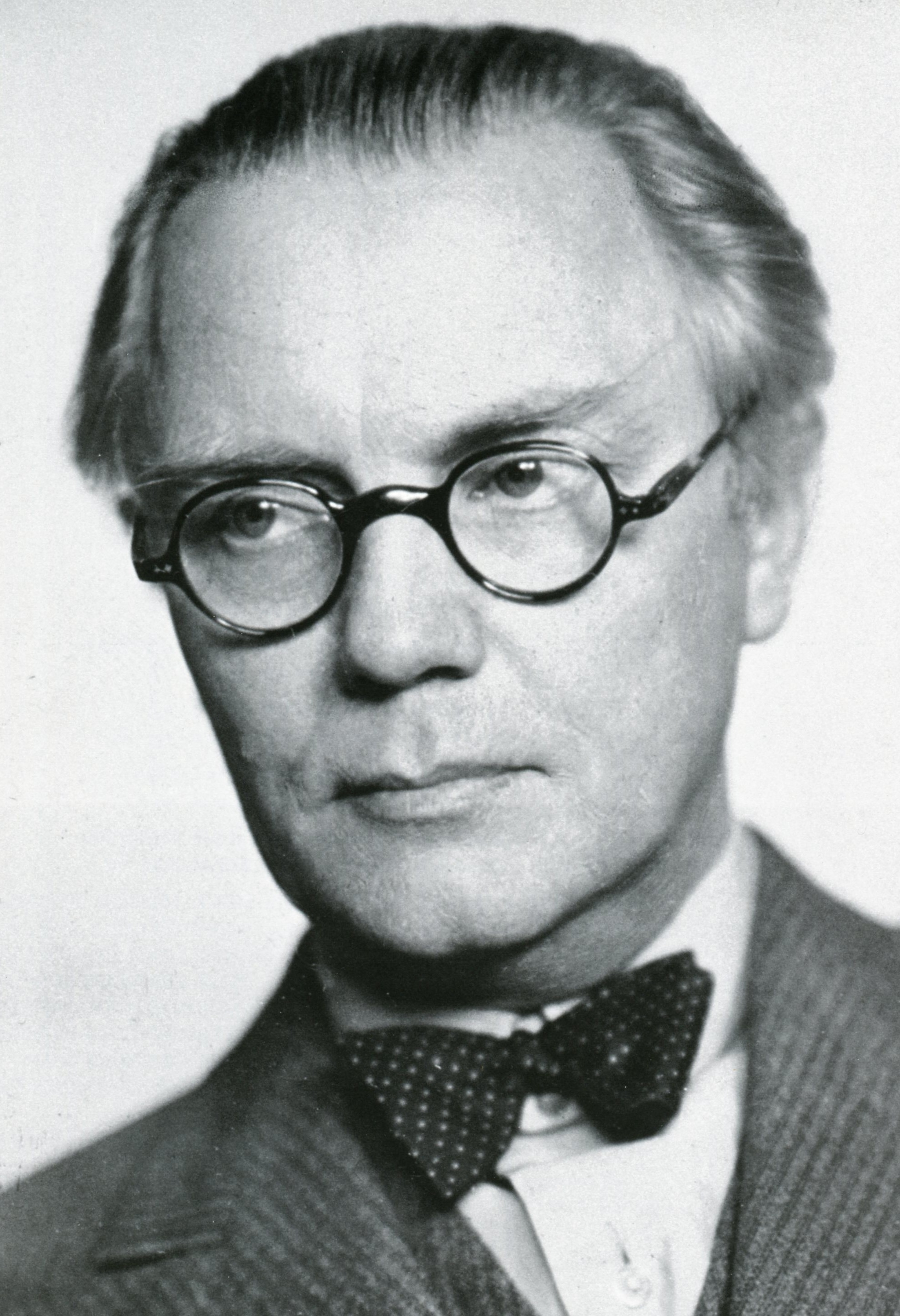
Gunnar Asplund

## Werdegang
Asplund zählt zu den einflussreichen Vertretern der skandinavischen eher klassizistisch geprägten Moderne und galt, bis zu seinem frühen Tod, als Verfechter einer gemäßigt modernen Architektursprache. Von 1904 bis 1909 studierte er bei Norra Latin an der Technischen Schule in Stockholm und der Clara-Schule unter der Leitung von Ragnar Östberg, Ivar Tengbom, Carl Westman und Carl Bergsten. Auf seinen Reisen 1910 durch Deutschland und 1914 nach Italien studierte Asplund intensiv die Einbettung der Sakralbauten und Kolonnaden in der italienischen Landschaft. 1930 wurde er zum leitenden Architekten der Stockholmer Ausstellung 1930 berufen, bei der ihm und Kollege Sigurd Lewerentz internationaler Durchbruch gelang. Ab 1931 lehrte er als Professor an der Königlich Technischen Hochschule in Stockholm.
Asplund und seine junge Architektengruppe hatten durch ihren frühen Kontakt zu Johannes Ludwig auch prägenden Einfluss auf die Münchner Architekturschule. Durch Ludwigs Nachkriegsveröffentlichungen über Gunnar Asplund zusammen mit Rudolf Pfister im Baumeister und seine zahlreichen Skandinavien Exkursionen der TU München prägten eine ganze Architektengeneration und sicherten nachhaltig den skandinavischen Architektureinfluss in Süddeutschland.
Sein Grab befindet sich auf dem Friedhof Skogskyrkogården.
1957 wurde in Hannover-Kirchrode eine Straße nach ihm benannt.

## Bauten
- 1917–1918: Villa Snellman, Djursholm[2]
- 1922–1923: Skandia-Theater
- 1918–1927: Stadtbibliothek Stockholm
- 1913–1937: Erweiterung Rathaus Göteborg
- 1915–1940: Waldfriedhof Skogskyrkogården mit Sigurd Lewerentz (UNESCO-Weltkulturerbe)
- Amtsgericht, Sölvesborg
- Stockholms stadsarkiv (Entwurf 1940 – ausgeführt von Sven Ivar Lind)

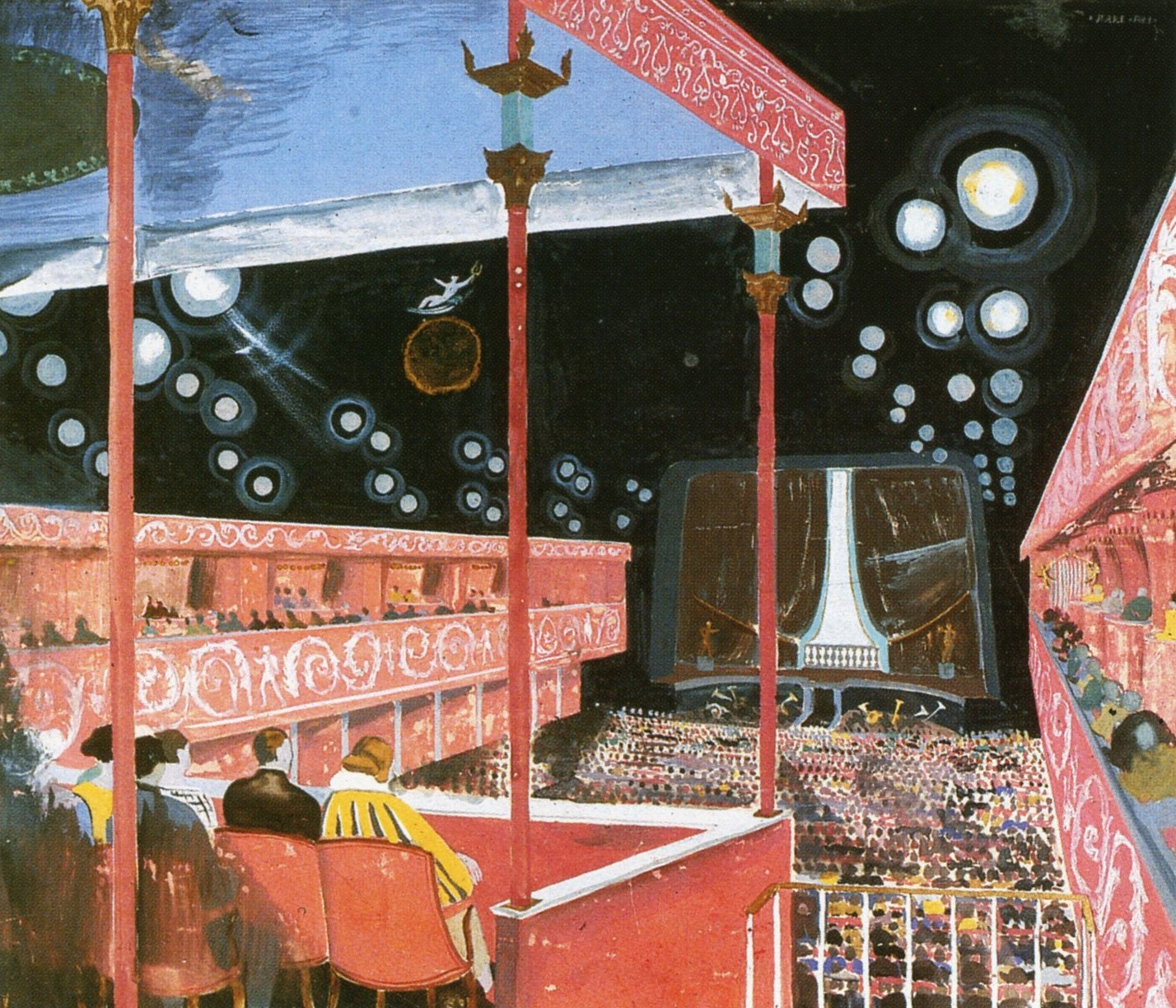
Skizze für das Skandia-Theater
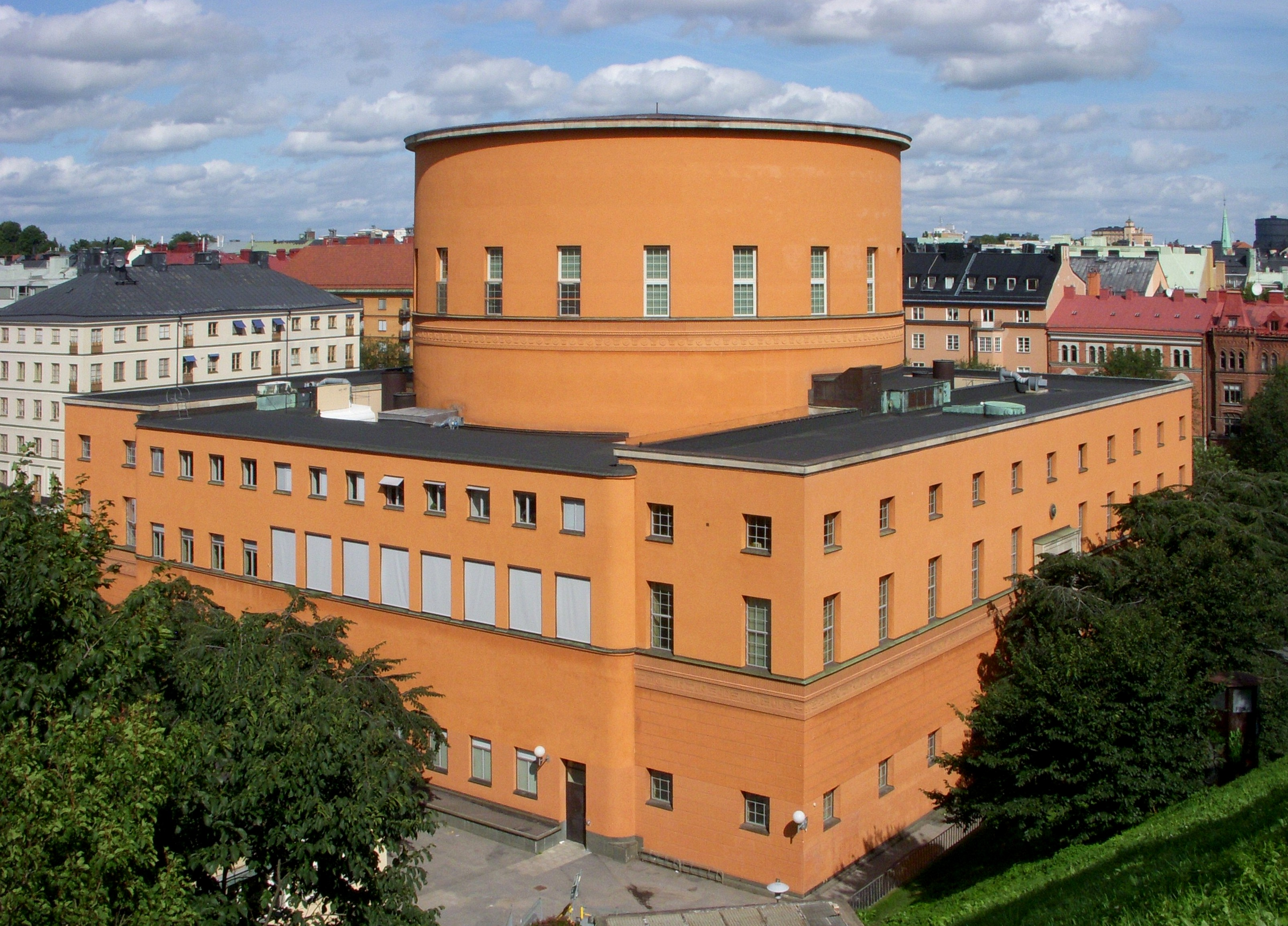
Stadtbibliothek Stockholm
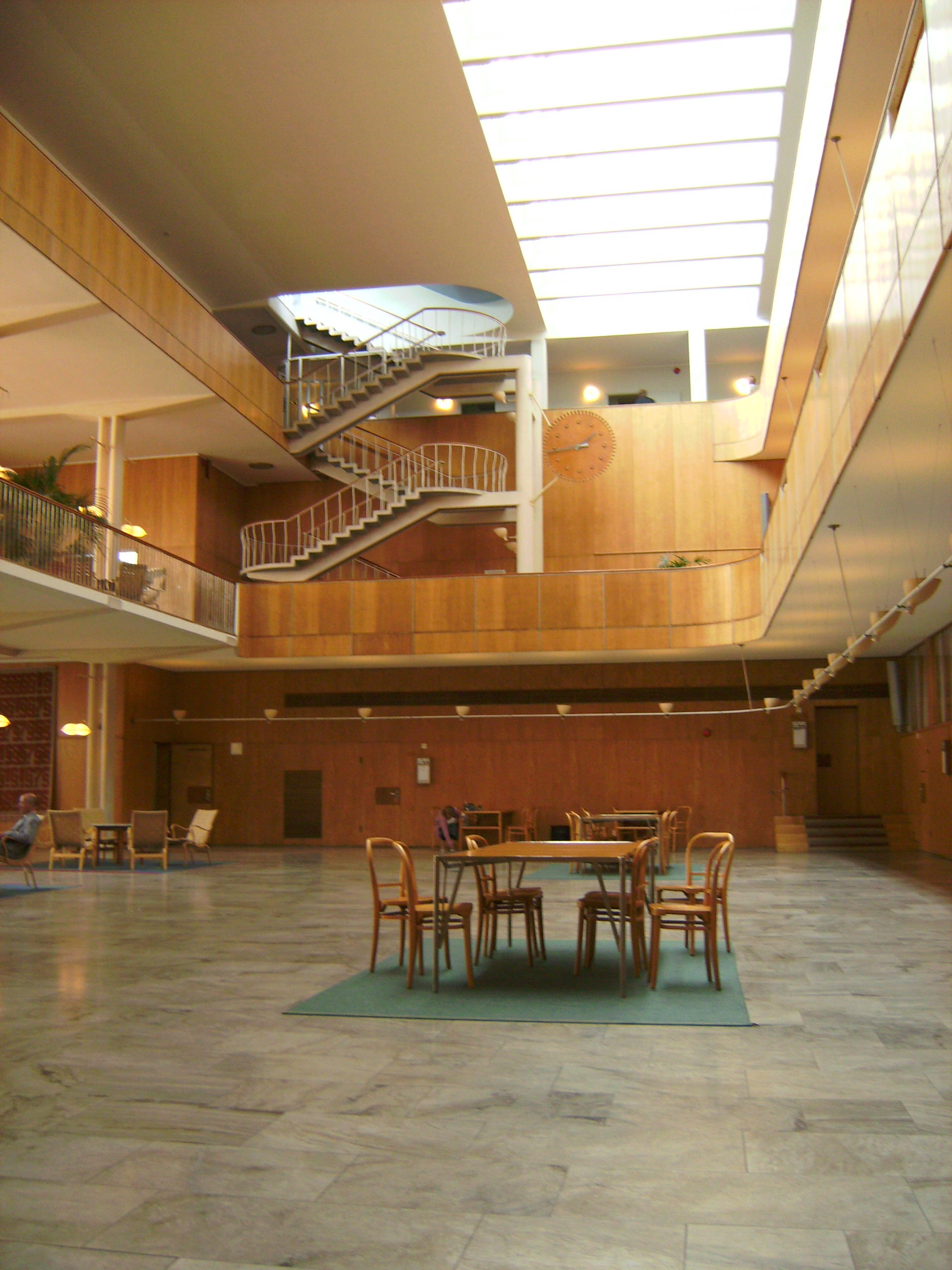
Rathaus Göteborg
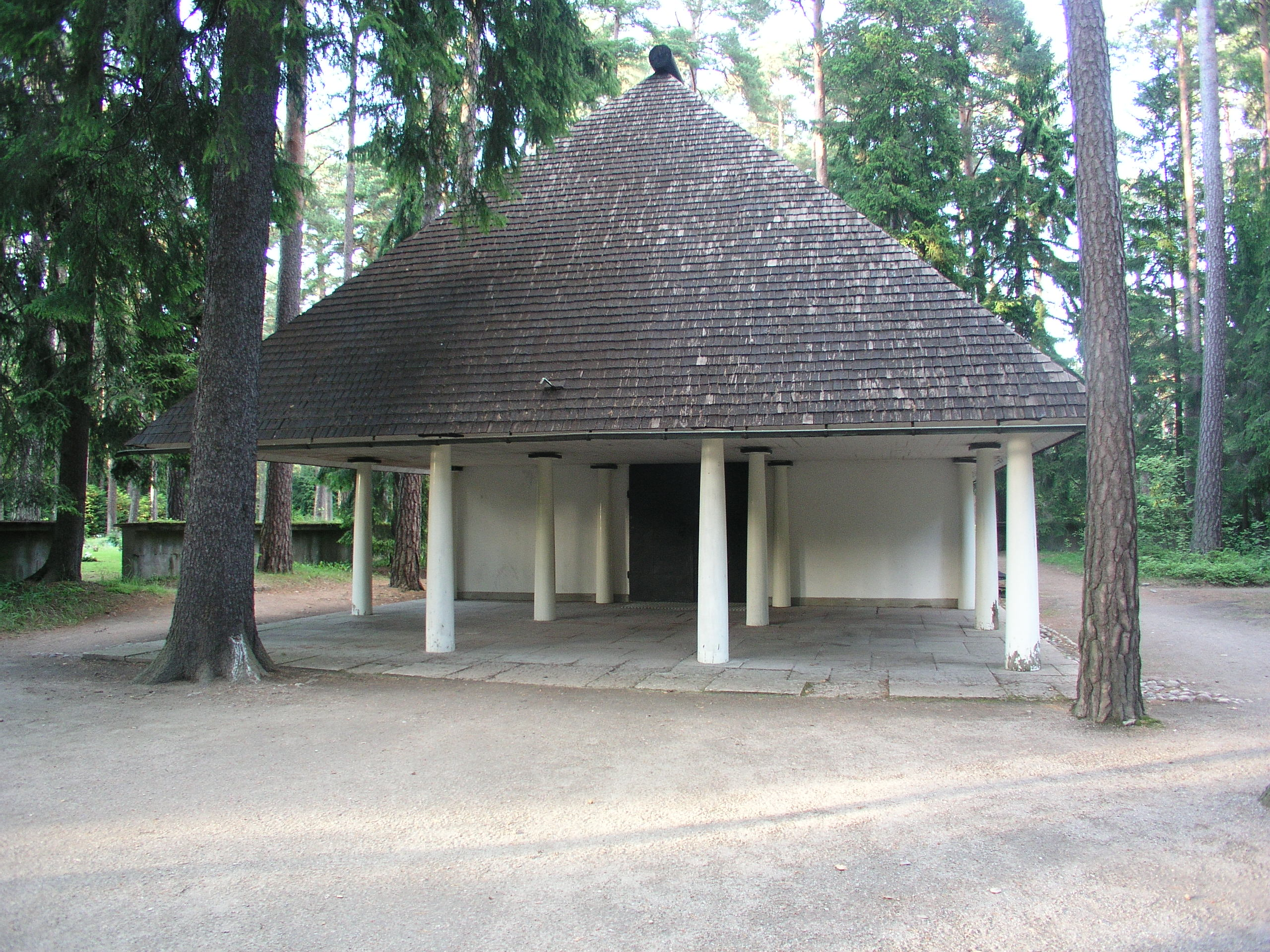
Skogskapellet auf dem Skogskyrkogården

## Schüler
- Jørn Utzon
- Hans Asplund